# Rhyssella humida
Rhyssella humida är en stekelart som först beskrevs av Thomas Say 1835.  Rhyssella humida ingår i släktet Rhyssella och familjen brokparasitsteklar. Inga underarter finns listade i Catalogue of Life.